# Hydroglyphus striola
Hydroglyphus striola är en skalbaggsart som först beskrevs av Sharp 1882.  Hydroglyphus striola ingår i släktet Hydroglyphus och familjen dykare. Inga underarter finns listade i Catalogue of Life.